# 9 × 19 mm Parabellum

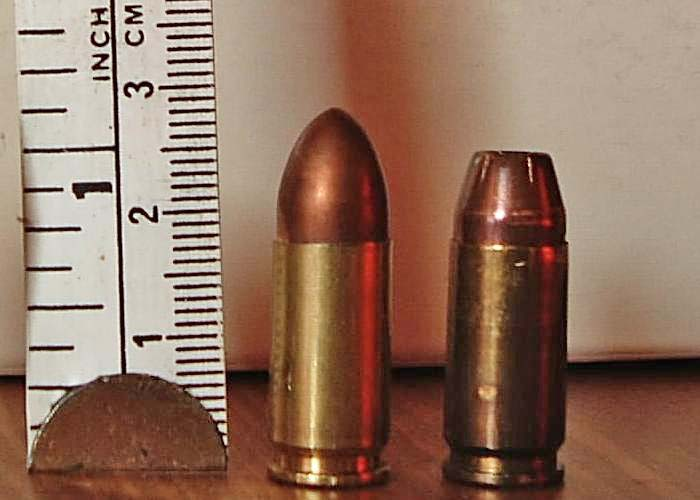
9 × 19 mm Parabellum med rund topp och med hålspets.

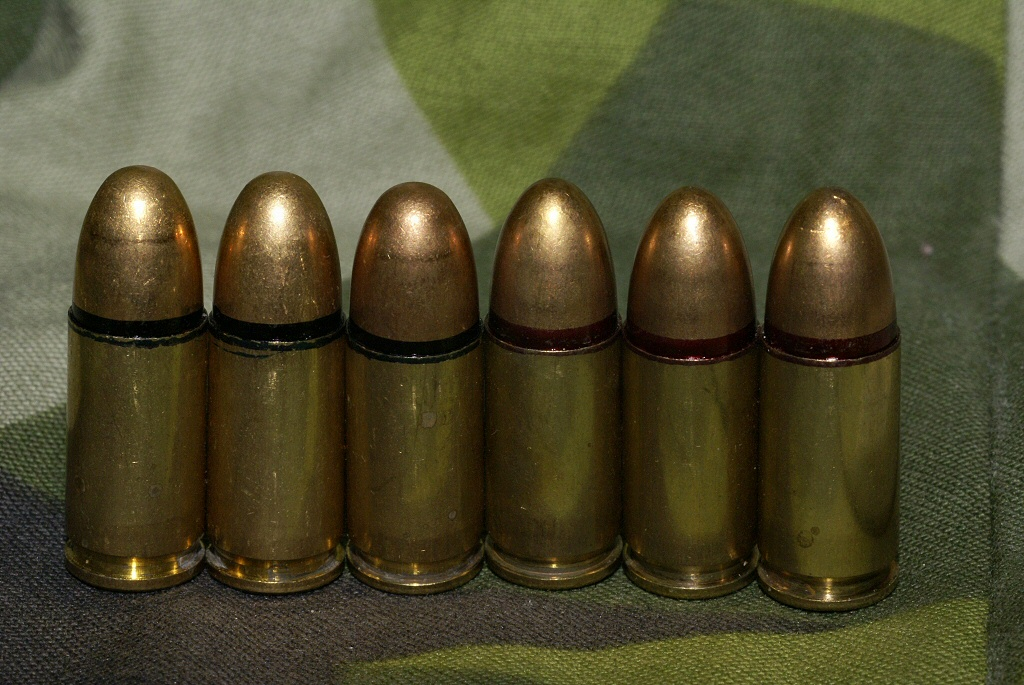
Svenska försvarets 9 mm skarpa patroner m/39 (till vänster) och m/39B (till höger).

9 × 19 mm Parabellum (även kallad 9 × 19 mm Luger och 9 × 19 mm NATO) är en patron designad av Georg Luger som introducerades år 1902 av den tyska vapentillverkaren Deutsche Waffen und Munitionsfabriken (DWM). Det första vapen som kom att använda sig av den var pistolen Luger P08. Av denna anledning kallas patronen ofta för 9 mm Luger, vilket kan jämföras med 9 mm Makarov och 9 mm Browning.
Idag används den till ett stort antal olika vapen, däribland den tyska H&K MP5, österrikiska Glock 17, och den israeliska Uzi. Den används av Försvarsmakten under beteckningen 9 mm patron m/39.
Boken Cartridges of the World hävdade år 2006 att 9 × 19 mm Parabellum är "världens mest populära och spridda pistolpatron för militärt bruk."
Namnet Parabellum kommer från det latinska uttrycket Si vis pacem, para bellum ("Om du söker fred, förbered dig för krig"), vilket var DWM:s motto.
Förutom att den används av över 60 % av poliser i USA, har Newsweek förklarat att det är just denna patron som gör att halvautomatiska pistoler är mer populära än revolvrar. Patronens popularitet kan komma sig av den allmänna uppfattningen att den är väldigt effektiv för polisarbete och självförsvar. Det har visats att den speciella patronens kula kan orsaka ett fenomen kallat Hydrostatic shock, som innebär att vävnad på andra ställen än där kulan träffar kan ta skada av ett skott.

## Uppkomst
När Georg Luger utvecklade 9 × 19 mm Parabellum utgick han från Lugers tidigare patron 7,65 × 22 mm Parabellum. 1902 presenterade Luger den nya patronen för The British Small Arms Committee. Han visade också upp tre prototyper för den amerikanska armén, att testas på Springfield Arsenal i mitten av 1903. Den tyska flottan införde patronen år 1904 och 1906, liksom den tyska armén.
Den första patronen skapades genom att ta bort flaskhalsen från 7,65 mm-patronen. Spetsen på kulan förändrades något under 1910 för att förbättra matningen.
För att spara bly under andra världskriget ersattes blykärnan i kulan med en kärna av järn inkapslad i bly. Denna kula, som kändes igen av den svarta manteln, benämndes som 08 mE (mit Eisenkern, "med kärna av järn"). År 1944 avskaffades den svarta manteln och kulorna tillverkades med normal kopparfärgad mantel. En annan förändring under kriget gjorde att den kom att kallas 08 SE och hade en mörkgrå mantel som skapades genom att pressa samman järnpulver under höga temperaturer. (Sintereisen—"sintrat järn").